# Nikita Petrovič Panin
Il conte Nikita Petrovič Panin (in russo Никита Петрович Панин?; Staraja Ladoga, 17 aprile 1770 – Paldiski, 1º marzo 1837) è stato un diplomatico russo.

## Biografia
Panin apparteneva ad un'antichissima stirpe dell'alta nobiltà russa, i boiardi. La famiglia dei conti Panin era infatti considerata discendente di un nobile variago stabilitosi a Staraja Ladoga ancora prima del regno di Vladimir I di Kiev. Infatti la famiglia dei conti Panin possedeva in dote l'intera contea di Staraja Ladoga e numerosi territori in Carelia e ai piedi degli Urali, ma anche delle tenute intorno a Tallinn in Estonia.
Lo zio del conte Nikita, Nikita Ivanovič Panin, influente uomo di corte, iniziò il giovane aristocratico alla carriera diplomatica; fu inviato assieme ai conti Ivan Andreevič Osterman e Pëtr Borisovič Šeremetev presso la colta corte svedese di Gustavo III, e inoltre fu il primo diplomatico europeo a portare in patria la notizia del tragico assassinio del re svedese.
In patria divenne voivoda del distretto di Novgorod, e si stabilì a San Pietroburgo, dove si legò ad un gruppo di intellettuali e militari scontenti del regime autocratico dello zar Paolo I, e decisi a rimuoverlo dal trono; di questi facevano parte: Nikolaj Aleksandrovič Zubov, fratello di Platon Aleksandrovič Zubov, superiore di Panin, il generale Levin August von Bennigsen, il generale Pëtr Alekseevič Palen, Nikolaj Jusupov e l'ambasciatore spagnolo ammiraglio marchese José de Ribas.
Nel 1801, in seguito all'assassinio di Paolo e alla salita al trono del figlio Alessandro, Panin venne scelto da quest'ultimo come nuovo Primo ministro. Durante questo periodo si legò sentimentalmente alla famiglia Demidov, divenendo amante della principessina Marija Demidovna; inoltre i conti Panin e i principi Demidov avevano un antenato comune: il principe Akinfij Nikitič Demidov, celebre avo dell'industriale Anatolio Demidoff.
Durante gli anni illuministici dello zar Alessandro I, Panin ebbe un ruolo speciale di ministro della cultura e condusse una politica filo-francese, venendo inviato come ambasciatore in Spagna, Austria e Danimarca.
Quando i reazionari rovesciarono il politico liberale Michail Michajlovič Speranskij, anche il conte Panin cadde in disgrazia, e si ritirò nella sua tenuta presso Tallinn; fu padrino di battesimo del futuro poeta e parente di Lev Tolstoj, conte Aleksej Konstantinovič Tolstoj. Inoltre fu esecutore testamentario delle proprietà ipotecate a metà del 1700 del conte Pëtr Andreevič Tolstoj, delle quali i suoi eredi non avevano mai preso possesso.
Durante la Campagna di Georgia del conte Paskevič, fu commissario militare tra le truppe del principe Dmitrij Vladimirovič Golicyn. Nel 1834 fu nominato ambasciatore a Teheran con l'appoggio militare del generale Pëtr Nikolaevič Tolstoj, suo cognato. Passò gli ultimi anni della sua vita ritirato nelle sue proprietà in Estonia.
Panin fece parte della Massoneria.